# Rosquillas de Ledesma

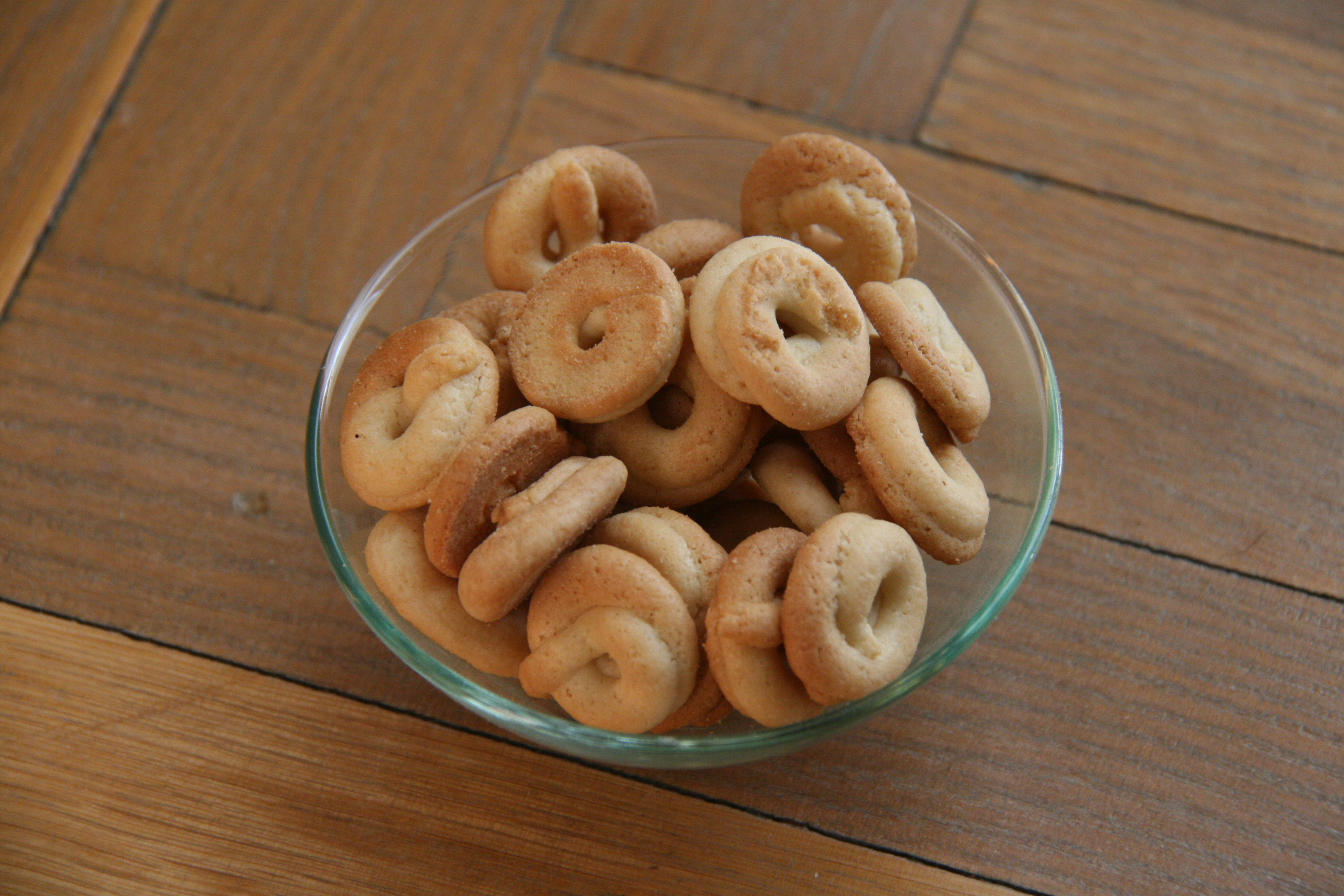
Rosquillas de Ledesma.

Las rosquillas de Ledesma son un dulce típico de la localidad de Ledesma (provincia de Salamanca). Se caracterizan por ser rosquillas elaboradas de forma manual, y de pequeño tamaño (aproximadamente de un par de centímetros de diámetro). En la actualidad se elaboran, aparte de las tradicionales, de distintos sabores como pueden ser de café. 

## Características
Los ingredientes empleados son huevos, manteca, harina y azúcar. Con ellos se forma una masa a la que se le da forma de rosquilla y posteriormente se hornea, dando lugar a una rosquilla de textura áspera. Se suelen comercializar en bolsas de plástico.